# Svojanov (ort i Tjeckien, lat 49,62, long 16,41)
Svojanov är en köping i Tjeckien.   Den ligger i regionen Pardubice, i den östra delen av landet, 150 km öster om huvudstaden Prag. Svojanov ligger 462 meter över havet och antalet invånare är 370.
Terrängen runt Svojanov är varierad. Svojanov ligger nere i en dal. Runt Svojanov är det ganska tätbefolkat, med 86 invånare per kvadratkilometer. Närmaste större samhälle är Svitavy, 15,2 km norr om Svojanov. Omgivningarna runt Svojanov är en mosaik av jordbruksmark och naturlig växtlighet.